# Navarrete
Navarrete è un comune spagnolo di 2 211 abitanti situato nella comunità autonoma di La Rioja.